# لیدی ددپول
لیدی ددپول (به انگلیسی: Lady Deadpool) با نام اصلی واندا ویلسون یک شخصیت خیالی ضدقهرمان در کتاب‌های کامیک آمریکایی منتشر شده توسط مارول کامیکس است، این شخصیت در حقیقت نسخه مونث وید ویلسون ملقب به ددپول از دنیایی موازی است ( دنیای شماره 3010 مارول ). او برای اولین بار، در شمارهٔ ۷ کمیک Deadpool: Merc with a Mouth  در مه ۲۰۱۰ معرفی شد. وِی دوست دومینو است و همراه با دومینو معشوقه ددپول است. این شخصیت در سال 2024 در فیلم ددپول و ولورین با بازی بلیک لایولی به تصویر کشیده شد